# Visconde de Campanhã
Visconde de Campanhã é um título nobiliárquico criado por D. Maria II de Portugal, por Decreto de 21 de Maio e Carta de 1 de Junho de 1844, em favor de Baltasar de Almeida Pimentel, antes 1.º Barão de Campanhã e depois 1.º Conde de Campanhã.
Titulares
1. Baltasar de Almeida Pimentel, 1.º Barão, 1.º Visconde e 1.º Conde de Campanhã.